# Saankirivier
De Saankirivier (Zweeds: Saankijoki) is een rivier die stroomt in de Zweedse  gemeente Kiruna. De rivier ontstaat als afwateringsrivier van het Jokujärvi. Het meer ligt op 403 meter hoogte. De Saankirivier stroomt eigenlijk continu zuidwaarts, als men de enorme hoeveelheid kronkels buiten beschouwing laat. De rivier is 67 kilometer lang.
Zijrivieren: Jostorivier, Majavarivier, Pitsirivier
Afwatering: Saankirivier → Lainiorivier → Torne → Botnische Golf